# 13705 Llapasset
13705 Llapasset eller 1998 TQ5 är en asteroid i huvudbältet som upptäcktes den 19 augusti 1998 av Bédoin-observatoriet. Den är uppkallad efter den franske amatörastronomen Jean-Marie Llapasset.
Asteroiden har en diameter på ungefär 3 kilometer.